# Andrij Oberemko
Andrij Ołeksandrowycz Oberemko, ukr. Андрій Олександрович Оберемко (ur. 18 marca 1984 roku w Tokmaku, w obwodzie zaporoskim) – ukraiński piłkarz, występujący na pozycji pomocnika lub obrońcy.

## Kariera piłkarska

### Kariera klubowa
Wychowanek Szkoły Piłkarskiej w Tokmaku, SDJuSzOR Metałurha Zaporoże (od 1998) oraz Dynama Kijów (od sierpnia 2000). W 2001 rozpoczął karierę piłkarską najpierw w trzeciej drużynie, a potem w drugiej, rezerwowej i podstawowej jedenastce Dynama. W rundzie jesiennej sezonu 2004/05 został wypożyczony do Borysfena Boryspol. Kolejnymi klubami do których był wypożyczony stali FK Charków i Ilicziwiec Mariupol. Latem 2009 ponownie został wypożyczony ale już do Krywbasa Krzywy Róg. W styczniu 2011 podpisał 2-letni kontrakt z Worskłą Połtawa. 2 czerwca 2012 roku przeszedł do Metalista Charków. Nie zagrał żadnego meczu i podczas przerwy zimowej sezonu 2012/13 przeniósł się do Metałurha Zaporoże, w którym występował na zasadach wypożyczenia do końca sezonu 2012/13. 21 sierpnia 2013 ponownie został wypożyczony do Illicziwca Mariupol. Po wygaśnięciu kontraktu latem 2015 opuścił charkowski klub.

### Kariera reprezentacyjna
Występował najpierw w reprezentacji Ukrainy U-17, a potem w reprezentacji Ukrainy U-19, z którą zakwalifikował się na turniej finałowy juniorskich Mistrzostw Europy U-19 rozgrywanych w 2004 roku w Szwajcarii.
Następnie występował w reprezentacji Ukrainy U-20 na młodzieżowych Mistrzostwach Świata U-20 rozgrywanych w 2005 w Holandii.
Na młodzieżowych Mistrzostwach Europy U-21 rozgrywanych w 2006 roku w Portugalii jako zawodnik reprezentacji Ukrainy zdobył tytuł wicemistrza Europy.

### Sukcesy
- wicemistrz Europy U-21: 2006